# Litania do Najświętszego Imienia Jezus

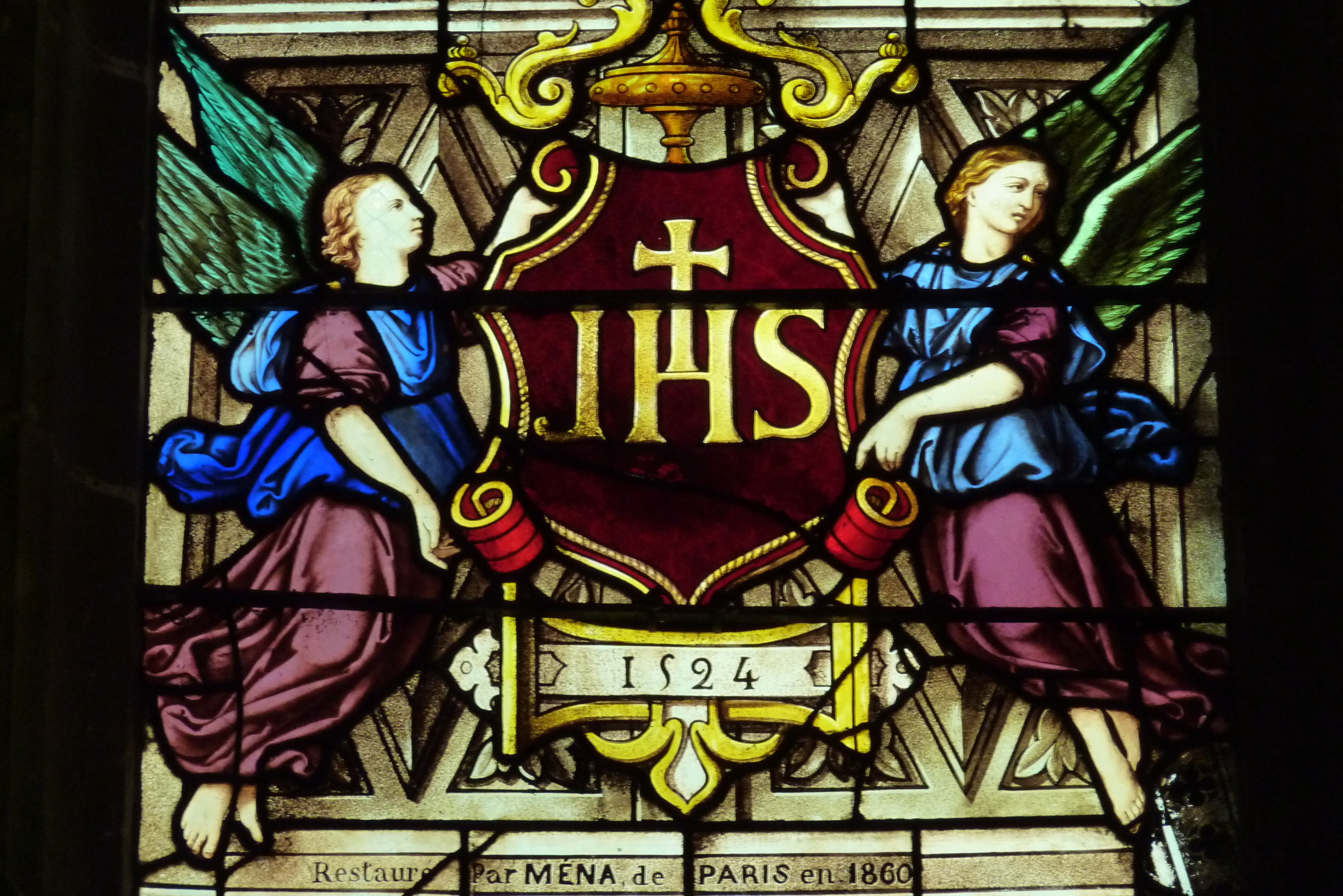
Witraż z Chrystogramem.

Litania do Najświętszego Imienia Jezus – litania związana z czcią Imienia Jezus w Kościele katolickim.
Litania do Najświętszego Imienia Jezus jest jedną z form kultu Imienia Jezus, którego początków należy upatrywać w XI w. Za autora Litanii do Najświętszego Imienia Jezus uznaje się św. Bernardyna ze Sieny (1380–1444). Papież Leon XIII zatwierdził tę modlitwę dla całego Kościoła w 1886 r.
Za odmówienie Litanii do Najświętszego Imienia Jezus można uzyskać odpust cząstkowy po spełnieniu określonych warunków.